# Kantongerecht Brielle

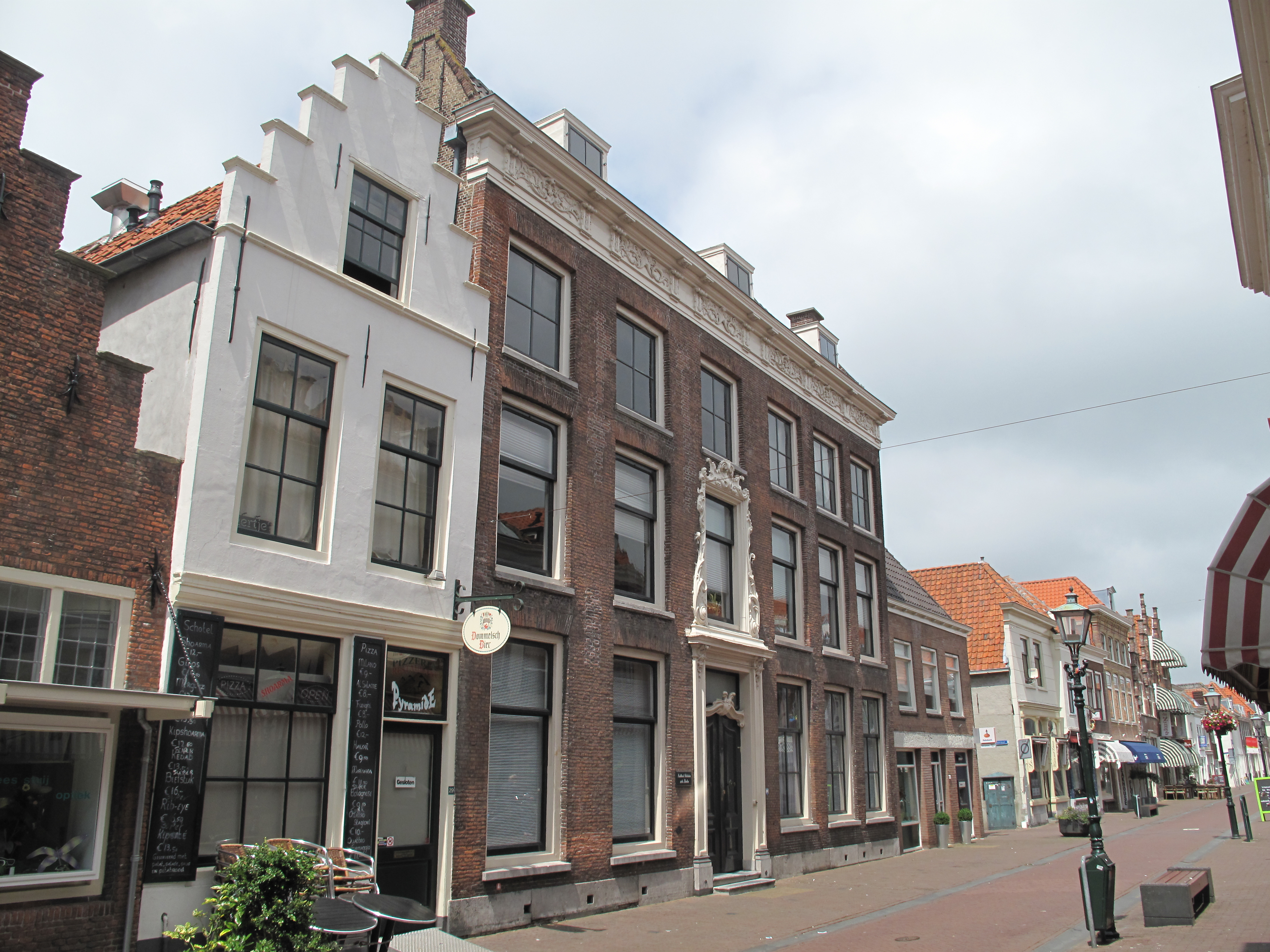
Het kantongerecht in de Voorstraat

Het kantongerecht Brielle was van 1838 tot 2002 een van de kantongerechten in Nederland. Na de afschaffing van het kantongerecht als zelfstandig gerecht bleef Brielle zittingsplaats van de sector kanton van de rechtbank Rotterdam. Bij de instelling van Brielle in 1838 was het het eerste kanton van het arrondissement Brielle. Het gerecht is sinds 1952 gevestigd in een monumentaal pand in de Voorstraat.